# Damir Glavan

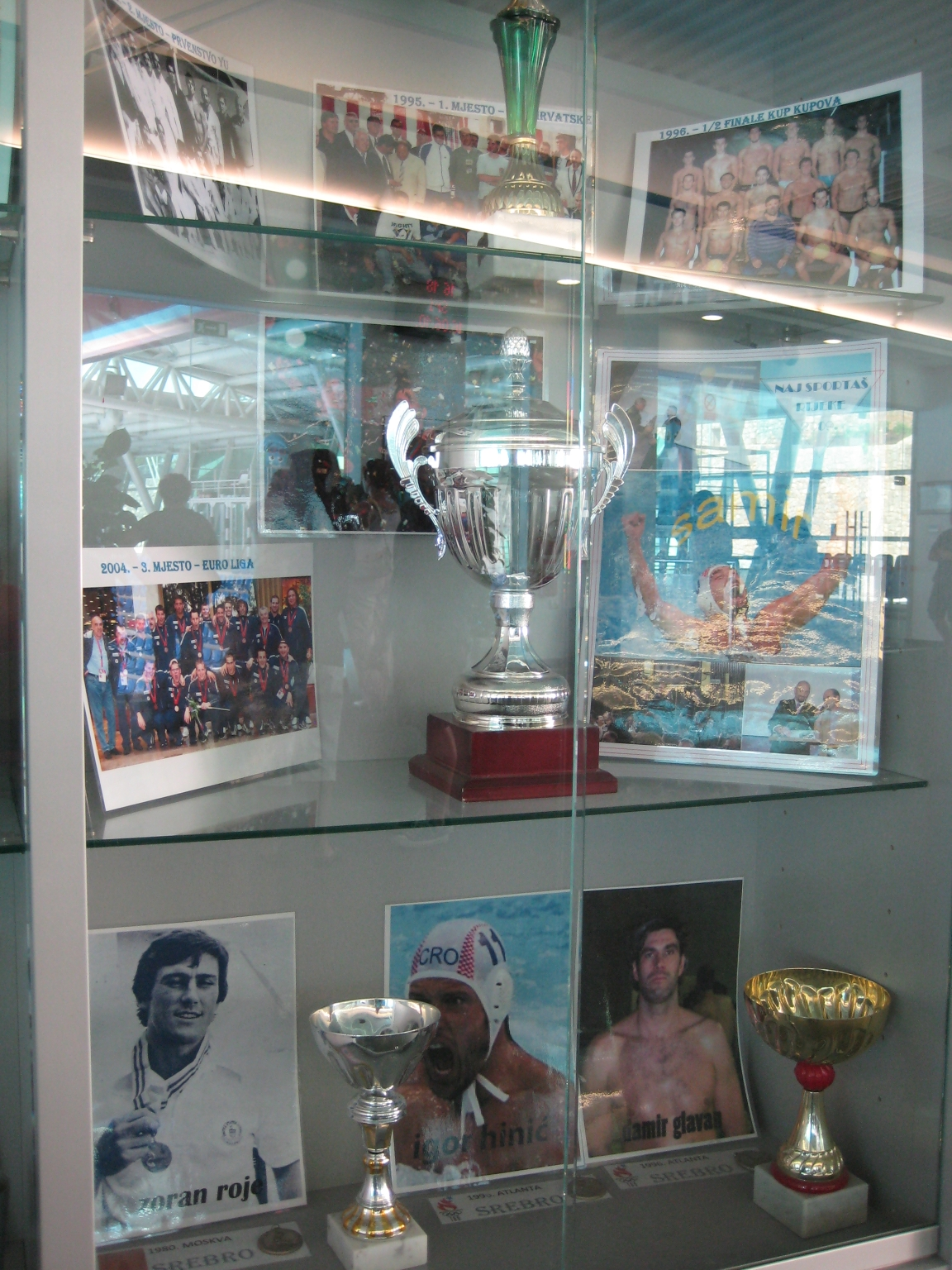
Zoran Rojes, Igor Hinićs och Damir Glavans silvermedaljer i VK Primorjes vitrinskåp.

Damir Glavan, född 2 mars 1974 i Rijeka, är en kroatisk vattenpolospelare. Han deltog i den olympiska vattenpoloturneringen i Atlanta där Kroatien tog silver. Glavan gjorde två mål i turneringen.